# New York City Marathon 1986
De New York City Marathon 1986 werd gelopen op zondag 2 november 1986. Het was de zeventiende editie van deze marathon.
De Italiaan Gianni Poli kwam als eerste over de finish in 2:11.06. De Noorse Grete Waitz won voor de achtste maal bij de vrouwen in 2:28.06.
In totaal finishten 19.689 marathonlopers de wedstrijd, waarvan 16.366 mannen en 3323 vrouwen.

## Uitslagen

### Mannen
| rang   | naam               | land | tijd    |
| ------ | ------------------ | ---- | ------- |
| Goud   | Gianni Poli        | ITA  | 2:11.06 |
| Zilver | Robert de Castella | AUS  | 2:11.43 |
| Brons  | Orlando Pizzolato  | ITA  | 2:12.13 |
| 4      | Ibrahim Hussein    | KEN  | 2:12.51 |
| 5      | Ralf Salzmann      | GER  | 2:13.21 |
| 6      | Salvatore Bettiol  | ITA  | 2:13.27 |
| 7      | Agapius Masong     | TAN  | 2:13.59 |
| 8      | Osvaldo Faustini   | ITA  | 2:14.03 |
| 9      | Peter Pfitzinger   | USA  | 2:14.09 |
| 10     | Eddy Hellebuyck    | BEL  | 2:14.30 |
| 11     | James Ashworth     | ENG  | 2:15.20 |
| 12     | Mehmet Terzi       | TUR  | 2:15.49 |
| 13     | John Campbell      | NZL  | 2:15.55 |
| 14     | Honorato Hernandez | ESP  | 2:16.03 |
| 15     | Osmiro Dasilva     | BRA  | 2:16.24 |
| 16     | Bill Reifsnyder    | USA  | 2:16.31 |
| 17     | Barry-David Smith  | ENG  | 2:16.33 |
| 18     | Peter Butler       | CAN  | 2:16.44 |
| 19     | Gerard Nijboer     | NED  | 2:16.47 |
| 20     | Randy Reina        | USA  | 2:16.56 |
| 21     | Alexandre Gonzalez | FRA  | 2:16.58 |
| 22     | Malcolm East       | ENG  | 2:17.12 |
| 23     | Gerhard Hartmann   | AUT  | 2:17.27 |
| 24     | Lindsay Robertson  | SCO  | 2:17.31 |
| 25     | Tomislav Askovic   | YUG  | 2:18.27 |

### Vrouwen
| rang   | naam                | land | tijd    |
| ------ | ------------------- | ---- | ------- |
| Goud   | Grete Waitz         | NOR  | 2:28.06 |
| Zilver | Lisa Ondieki        | AUS  | 2:29.12 |
| Brons  | Laura Fogli         | ITA  | 2:29.44 |
| 4      | Jocelyne Villeton   | FRA  | 2:32.51 |
| 5      | Karolina Szabó      | HUN  | 2:34.51 |
| 6      | Odette Lapierre     | CAN  | 2:35.33 |
| 7      | Emma Scaunich       | ITA  | 2:37.50 |
| 8      | Rita Marchisio      | ITA  | 2:37.59 |
| 9      | Christa Vahlensieck | GER  | 2:38.12 |
| 10     | Sharlet Gilbert     | USA  | 2:38.24 |
| 11     | Gabriela Wolf       | GER  | 2:38.46 |
| 12     | Jeannette Nordgren  | SWE  | 2:38.49 |
| 13     | Susan Stone         | CAN  | 2:39.05 |
| 14     | Leatrice Hayer      | USA  | 2:39.35 |
| 15     | Paola Moro          | ITA  | 2:40.37 |
| 16     | Antonella Bizioli   | ITA  | 2:40.38 |
| 17     | Wilma Rusman        | NED  | 2:40.42 |
| 18     | Genoveva Eichenmann | SUI  | 2:40.46 |
| 19     | Mary O'connor       | NZL  | 2:41.00 |
| 20     | Michele Bush        | USA  | 2:41.36 |
| 21     | Teresa Ornduff      | USA  | 2:41.55 |
| 22     | Gillian Horovitz    | ENG  | 2:46.32 |
| 23     | Deborah Heath       | ENG  | 2:46.38 |
| 24     | Anne Roden          | ENG  | 2:48.10 |
| 25     | Marilyn Hulak       | USA  | 2:49.52 |

1970 ·
1971 ·
1972 ·
1973 ·
1974 ·
1975 ·
1976 ·
1977 ·
1978 ·
1979 ·
1980 ·
1981 ·
1982 ·
1983 ·
1984 ·
1985 ·
1986 ·
1987 ·
1988 ·
1989 ·
1990 ·
1991 ·
1992 ·
1993 ·
1994 ·
1995 ·
1996 ·
1997 ·
1998 ·
1999 ·
2000 ·
2001 ·
2002 ·
2003 ·
2004 ·
2005 ·
2006 ·
2007 ·
2008 ·
2009 ·
2010 ·
2011 ·
2012 · 
2013 ·
2014 ·
2015 ·
2016 ·
2017 ·
2018 ·
2019 ·
2020 · 
2021 ·
2022 ·
2023 ·
2024